# Liste de fromages hongrois

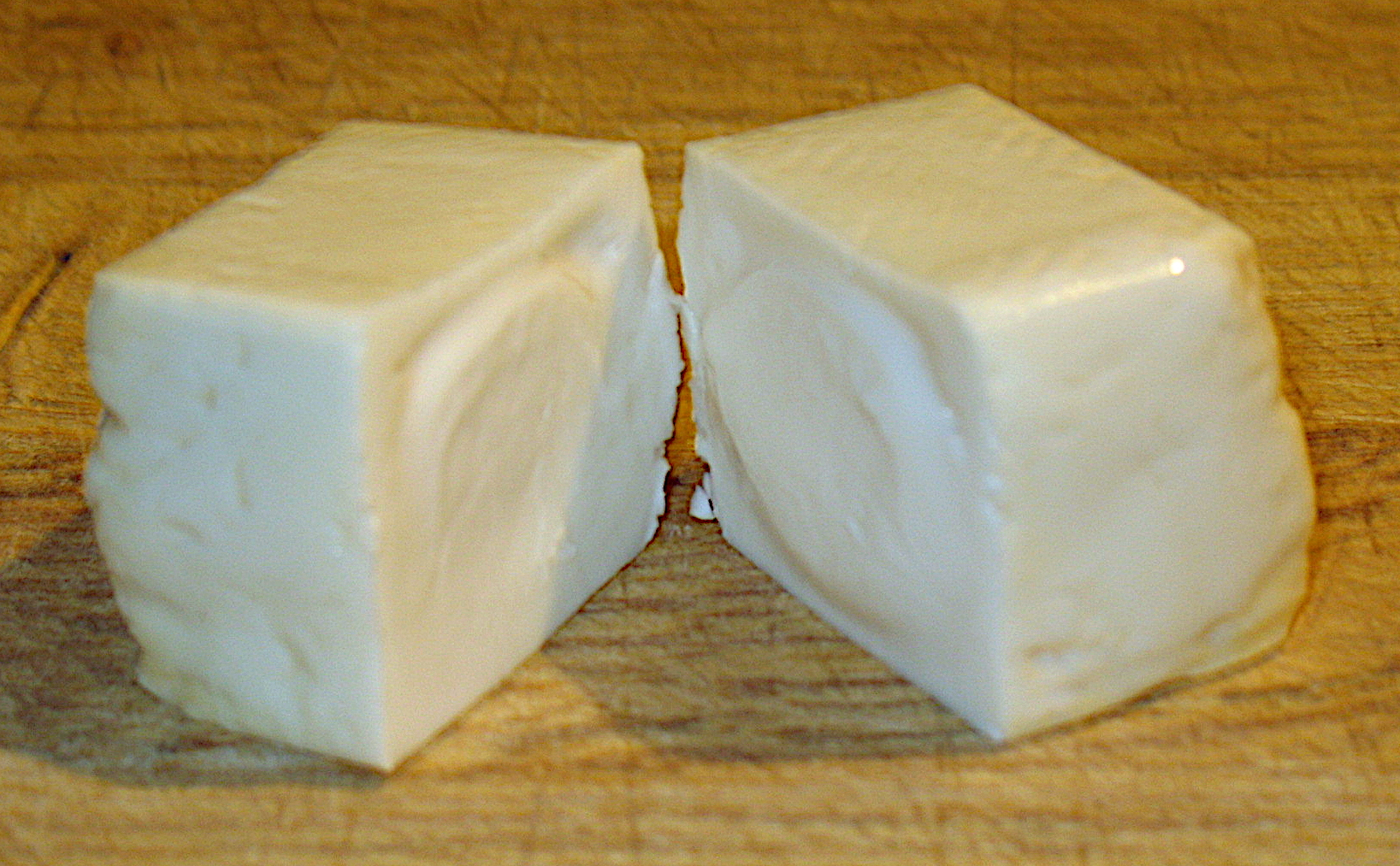
Fromage de Pálpuszta.

La Hongrie est une grande région d'élevage, liée à la tradition pastorale multiséculaire du peuple des Magyars. La tradition fromagère y est forte, que ce soit à base de lait de vache ou de brebis.

## Liste
- Balaton, au lait de vache, à pâte dure, il est utilisé comme fromage de table.
- Brinzen, au lait de brebis[1].
- Fromage de Pálpuszta, spécialité de Budapest, fromage gras de lait de vache, à pâte molle et à croûte lavée, salé, coagulé par ensemencement et affiné par ferment du rouge ;
- Fromage d'Óvár, spécialité de (Moson-)Magyaróvár, il s'agit d'un fromage à pâte pressée non cuite au lait de vache de type trappiste (trappista sajt)[2];
- Harrascher, au lait de vache pasteurisé, il est de type romatour[3] ;
- Komenyes sajt, lait de vache écrémé, il est originaire de la Hongrie transdanubienne[4] ;
- Kremstaler, au lait de vache,c'est un fromage autrichien et hongrois[5] ;
- Kvargli, au lait de vache[6] ;
- Lajta, au lait de vache[réf. nécessaire] ;
- Lipto, au lait de brebis ou d'un mélange de lait de brebis et de vache[7] ;
- Magyarôvâr, fromage "de trappiste" à pâte molle.
- Monastor, au lait de brebis[1]
- Palputstai csemege, de la famille des bakonyi[8] ;
- Pannonia, au lait de vache[9] ;
- Parenitza, au lait de brebis[10] ;
- Pusztadôr, fromage de vache à pâte molle.
- Teasajt, au lait de vache, c'est un caillé delactosé[11].